# Terrence Tisdell
Terrence Leonard Tisdell (Monrovia, 16 marzo 1998) è un calciatore liberiano, attaccante dell'Al-Malaab Al-Libby.

## Statistiche

### Cronologia presenze e reti in nazionale
Aggiornato al 5 giugno 2023

| Cronologia completa delle presenze e delle reti in nazionale ― Liberia | Cronologia completa delle presenze e delle reti in nazionale ― Liberia | Cronologia completa delle presenze e delle reti in nazionale ― Liberia | Cronologia completa delle presenze e delle reti in nazionale ― Liberia | Cronologia completa delle presenze e delle reti in nazionale ― Liberia | Cronologia completa delle presenze e delle reti in nazionale ― Liberia | Cronologia completa delle presenze e delle reti in nazionale ― Liberia | Cronologia completa delle presenze e delle reti in nazionale ― Liberia |
| Data                                                                   | Città                                                                  | In casa                                                                | Risultato                                                              | Ospiti                                                                 | Competizione                                                           | Reti                                                                   | Note                                                                   |
| ---------------------------------------------------------------------- | ---------------------------------------------------------------------- | ---------------------------------------------------------------------- | ---------------------------------------------------------------------- | ---------------------------------------------------------------------- | ---------------------------------------------------------------------- | ---------------------------------------------------------------------- | ---------------------------------------------------------------------- |
| 15-11-2016                                                             | Nairobi                                                                | Kenya                                                                  | 1 – 0                                                                  | Liberia                                                                | Amichevole                                                             | -                                                                      | 68’                                                                    |
| 24-3-2019                                                              | Kinshasa                                                               | RD del Congo                                                           | 1 – 0                                                                  | Liberia                                                                | Qual. Coppa d'Africa 2019                                              | -                                                                      | 25’                                                                    |
| 4-9-2019                                                               | Monrovia                                                               | Liberia                                                                | 3 – 1                                                                  | Sierra Leone                                                           | Qual. Mondiali 2022                                                    | 1                                                                      | 71’                                                                    |
| 8-9-2019                                                               | Freetown                                                               | Sierra Leone                                                           | 1 – 0                                                                  | Liberia                                                                | Qual. Mondiali 2022                                                    | -                                                                      | 45’                                                                    |
| 9-10-2019                                                              | Monrovia                                                               | Liberia                                                                | 1 – 0                                                                  | Ciad                                                                   | Qual. Coppa d'Africa 2023                                              | -                                                                      | 58’                                                                    |
| 13-10-2019                                                             | N'Djamena                                                              | Ciad                                                                   | 1 – 0 (6 - 4 dtr)                                                      | Liberia                                                                | Qual. Coppa d'Africa 2023                                              | -                                                                      | 76’ 79’                                                                |
| 3-9-2021                                                               | Lagos                                                                  | Nigeria                                                                | 2 – 0                                                                  | Liberia                                                                | Qual. Mondiali 2022                                                    | -                                                                      | 57’                                                                    |
| 6-9-2021                                                               | Douala                                                                 | Liberia                                                                | 1 – 0                                                                  | Rep. Centrafricana                                                     | Qual. Mondiali 2022                                                    | -                                                                      | 45’                                                                    |
| 7-10-2021                                                              | Accra                                                                  | Liberia                                                                | 1 – 2                                                                  | Capo Verde                                                             | Qual. Mondiali 2022                                                    | -                                                                      | 66’                                                                    |
| 10-10-2021                                                             | Praia                                                                  | Capo Verde                                                             | 1 – 0                                                                  | Liberia                                                                | Qual. Mondiali 2022                                                    | -                                                                      | 68’ 83’                                                                |
| 24-3-2023                                                              | Soweto                                                                 | Sudafrica                                                              | 2 – 2                                                                  | Liberia                                                                | Qual. Coppa d'Africa 2023                                              | -                                                                      | 68’                                                                    |
| 28-3-2023                                                              | Monrovia                                                               | Liberia                                                                | 1 – 2                                                                  | Sudafrica                                                              | Qual. Coppa d'Africa 2023                                              | -                                                                      | 45’                                                                    |
| Totale                                                                 |                                                                        | Presenze                                                               | 12                                                                     |                                                                        | Reti                                                                   | 1                                                                      |                                                                        |